# Sammy Oziti
Sammy Oziti - (1 de enero de 1983) es una deportista nigeriana que compite en lucha libre. Ganó dos medallas en los Juegos Panafricanos entre los años 2003 y 2007. Obtuvo seis medallas en el Campeonato Africano de Lucha entre los años 2006 y 2012.

## Palmarés internacional
| Juegos Panafricanos | Juegos Panafricanos   | Juegos Panafricanos | Juegos Panafricanos |
| Año                 | Lugar                 | Medalla             | Categoría           |
| ------------------- | --------------------- | ------------------- | ------------------- |
| 2003                | Abuya ()              | Medalla de oro      | 48 kg               |
| 2007                | Argel (Argelia)       | Medalla de plata    | 48 kg               |
| Campeonato Africano |                       |                     |                     |
| Año                 | Lugar                 | Medalla             | Categoría           |
| 2006                | Pretoria (Sudáfrica)  | Medalla de oro      | 48 kg               |
| 2007                | El Cairo (Egipto)     | Medalla de plata    | 51 kg               |
| 2008                | Túnez (Túnez)         | Medalla de plata    | 48 kg               |
| 2010                | El Cairo (Egipto)     | Medalla de plata    | 48 kg               |
| 2011                | Dakar (Senegal)       | Medalla de bronce   | 48 kg               |
| 2012                | Marrakech (Marruecos) | Medalla de bronce   | 48 kg               |